# Lilla Svartevattnet (Västra Tunhems socken, Västergötland)
Lilla Svartevattnet är en sjö i Vänersborgs kommun i Västergötland och ingår i Göta älvs huvudavrinningsområde. Sjöns area är 0,01 kvadratkilometer och den är belägen 109 meter över havet.